# Viken (Höganäs)
Viken is een plaats in zowel de gemeente Höganäs als Helsingborg in Skåne, de zuidelijkste provincie van Zweden. De plaats heeft een inwoneraantal van 3750 (2005) en een oppervlakte van 224 hectare van die 224 hectare ligt 1 hectare in de gemeente Helsingborg en 223 in de gemeente Höganäs.
Het dorp is van oorsprong een vissersdorp. De plaats ligt ongeveer tussen de plaatsen Höganäs en Helsingborg in.
De bedenker van het Zweedse stripfiguur Bamse heeft in Viken gewoond en is daar ook gestorven.

## Verkeer en vervoer
Bij de plaats loopt de Länsväg 111, de provinciale weg 111 die loopt van Helsingborg naar Mölle.

## Geboren
- Rasmus Jönsson (1990), voetballer
- Tove Lo (1987), zangeres

Höganäs · Viken · Jonstorp · Mölle · Arild · Mjöhult · Ingelsträde